# Кирилловка (Омская область)
Кирилловка — деревня в Оконешниковском районе Омской области России. Входит в состав Любимовского сельского поселения.

## История
Основана в 1911 году. В 1928 г. поселок Кирилловский состояло из 42 хозяйств, основное население — русские. Центр Кирилловского сельсовета Крестинского района Омского округа Сибирского края.

## Население
| 2002 | 2010 |
| ---- | ---- |
| 118  | ↘85  |